# Huatian
Huatian (kinesiska: 花田) är en socken i sydvästra Kina. Den ligger i häradet Youyang i storstadsområdet Chongqing,  omkring 220 kilometer öster om det centrala stadsdistriktet Yuzhong. Antalet invånare är 6 378. Befolkningen består av 2 993 kvinnor och 3 385 män. Barn under 15 år utgör 24,0 %, vuxna 15-64 år 58 %, och äldre över 65 år 17,0 %.